# Hans Lemmink
Hans Lemmink (Haarlem, 12 september 1959) is een voormalig Nederlands honkballer en tegenwoordig zakenman.

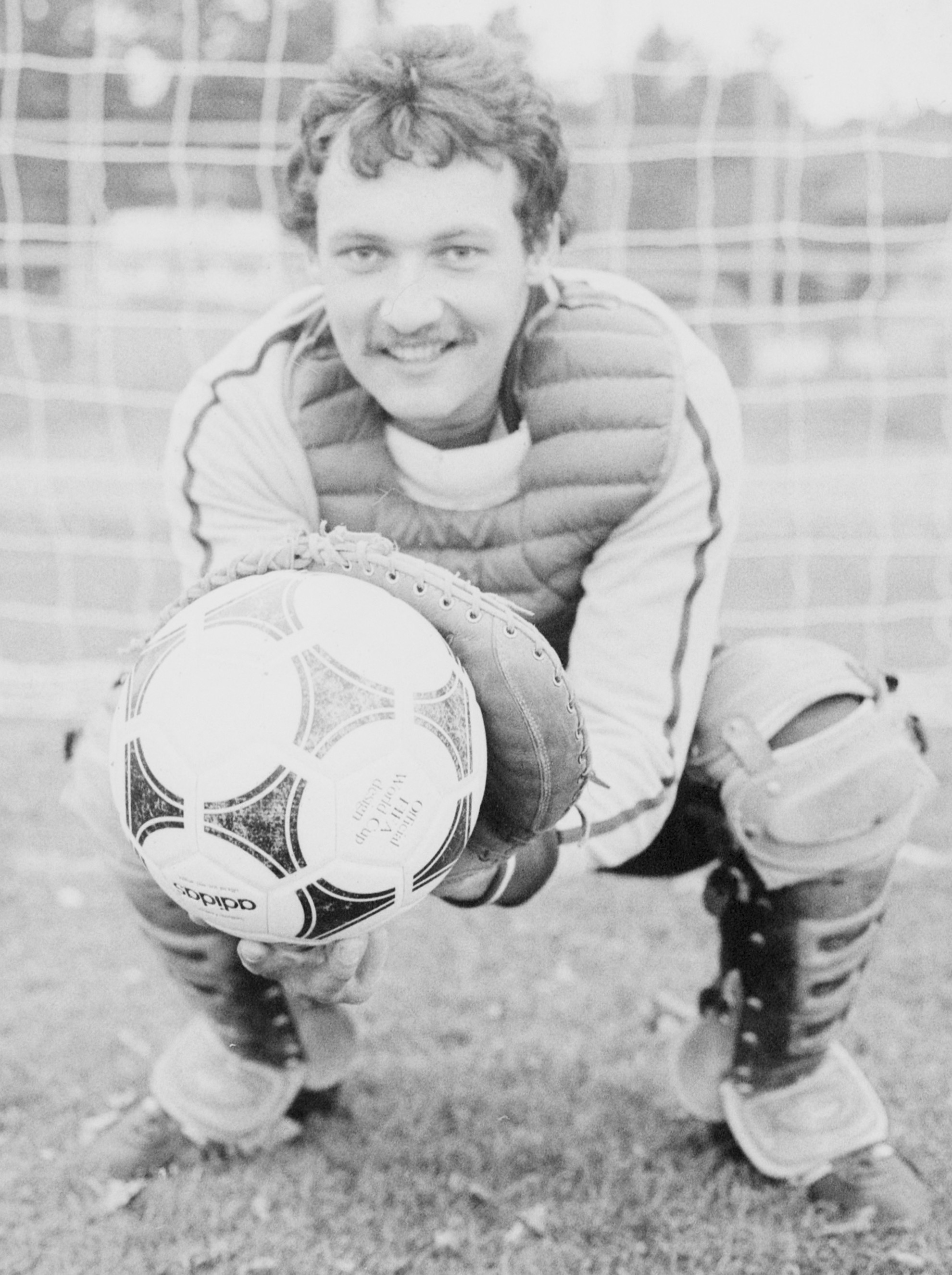
Hans Lemmink in 1981

Lemmink, een rechtshandige achtervanger en derde honkman kwam uit in de Nederlandse hoofdklasse voor de voormalige Haarlemse club Haarlem Nicols en voor Corendon Kinheim. In 1979 maakte hij deel uit van het Nederlands honkbalteam dat zilver behaalde tijdens de Europese kampioenschappen. In 1980 en 1984 deed hij mee aan de wereldkampioenschappen. In 1987 behaalde hij met het team goud tijdens de Europese kampioenschappen van dat jaar. Lemmink wisselde de zomersport honkbal in de winter af met voetbal, zo was hij keeper bij HFC EDO en zelfs tweede doelman bij profclub HFC Haarlem in seizoen '82-'83. Hij werkte als algemeen directeur van Ahrend in Nederland en coachte in zijn vrije tijd een jeugdhonkbalteam. Hij was van 2010 tot 2013 eerstehonkcoach bij Kinheim.